# Bloc-notes d'un cinéaste
Pour plus de détails, voir Fiche technique et Distribution.
Bloc-notes d'un cinéaste est un film documentaire italien tourné pour la télévision par Federico Fellini, dans le cadre d'une émission appelée NBC Experiment in Television, diffusé en 1969.

## Synopsis
Dans ce documentaire tourné pour la chaîne de télévision NBC, Fellini évoque, au milieu des ruines du décor, le tournage interrompu de son film Le Voyage de G. Mastorna avec Marcello Mastroianni dans le rôle principal, puis la préparation de Fellini Satyricon. C'est sa première collaboration avec une chaîne de télévision.

## Fiche technique
- Titre original : Block-notes di un regista
- Réalisateur : Federico Fellini
- Scénario : Federico Fellini et Bernardino Zapponi
- Photographie : Pasquale De Santis
- Décors : Piero Gherardi
- Costumes : Piero Gherardi
- Montage : Ruggiero Mastroianni
- Pays d’origine :  Italie
- Langue : italien
- Musique : Nino Rota
- Production : Peter Golfard
- Sociétés de production : NBC Production International Corporation (Rome)
- Genre : documentaire
- Durée : 60 minutes
- Date de première diffusion : 15 mars 1969

## Distribution
- Federico Fellini : lui-même
- Giulietta Masina : elle-même
- Marcello Mastroianni : lui-même
- Pasquale De Santis : lui-même